# Bisdom Rutana
Het bisdom Rutana (Latijn: Dioecesis Rutana) is een rooms-katholiek bisdom met als zetel Rutana, de hoofdstad van de provincie Rutana in Burundi. Het bisdom is suffragaan aan het aartsbisdom Gitega.

## Geschiedenis
Het bisdom werd opgericht op 17 januari 2009, uit grondgebied van de bisdommen Bururi en Ruyigi. 

## Parochies
In 2020 telde het bisdom 15 parochies. Het bisdom had in 2020 een oppervlakte van 2.180 km2 en telde 710.208 inwoners waarvan 37,3% rooms-katholiek was.

## Bisschoppen
- Bonaventure Nahimana (17 januari 2009 - heden)